# La mort a ses raisons
La mort a ses raisons est une œuvre de fiction policière de l'écrivaine britannique Sophie Hannah, mettant en vedette Hercule Poirot d'Agatha Christie. Hannah est la première auteure à avoir été autorisée par les héritiers d'Agatha Christie à écrire de nouvelles histoires pour ses personnages. L’œuvre d’Hannah ressemble beaucoup à l’âge d’or du roman policier dans sa structure et ses tropes. La mort a ses raisons inclut même un plan de la maison dans laquelle le meurtre a lieu ; de tels plans étaient parfois utilisés dans les romans de l'âge d'or pour aider le lecteur à résoudre l'énigme mystérieuse.

## Résumé de l'intrigue
Lady Athelinda Playford, autrice d'une série populaire de romans policiers pour enfants, convoque ses enfants, ses avocats, Hercule Poirot et le détective de Scotland Yard Edward Catchpool chez elle, Lillieoak, à Clonakilty, en Irlande. Au dîner, elle annonce un changement choquant dans son testament. Elle a déshérité son fils Harry et sa fille Claudia au profit de son secrétaire charismatique, Joseph Scotcher, qui est en phase terminale et n'a plus que quelques semaines à vivre. Elle a l’intention d’emmener Joseph chez son propre médecin et de faire tous les efforts nécessaires pour lui sauver la vie. L'épouse d'Harry, Dorro, s'en prend à lui, tandis que Claudia et son fiancé, le Dr Randall Kimpton, se montrent dédaigneux. Joseph s'alarme du changement de testament mais demande spontanément en mariage sa nourrice, Sophie Bourlet.
Cette nuit-là, tout le monde entend Sophie crier et se précipite sur les lieux. Joseph Scotcher a été violemment tué. Sophie affirme qu'elle vient de voir Claudia le frapper à la tête alors qu'il le suppliait de lui laisser la vie sauve. Cependant, le temps n'a pas de sens ; Claudia est arrivée dans la chambre avec les autres et s'est également changée, ce qu'elle n'aurait pas dû avoir le temps de faire.
L'enquête sur la mort de Scotcher révèle qu'il était déjà mort d'un empoisonnement à la strychnine avant d'être frappé à la tête. De plus, l'autopsie révèle qu'il n’était pas en phase terminale et était même en parfaite santé. Poirot et Catchpool commencent à enquêter sur les alibis de la famille dysfonctionnelle, découvrant divers mensonges. Poirot croit au récit de Sophie, même s'il semble impossible de le concilier avec la chronologie.
Kimpton et Claudia révèlent qu'ils savaient déjà que Scotcher simulait sa maladie. Kimpton était ami avec Scotcher à l'université, mais ses soupçons se sont développés lorsque Scotcher a commencé à prétendre qu'il était en train de mourir. Iris, la fille que Kimpton fréquentait, l'a quitté pour Scotcher et est décédée plus tard dans des circonstances suspectes. Lady Playford avait également découvert que Scotcher était un menteur habituel. Son testament avait pour but d’interrompre les mensonges de Scotcher afin qu’il puisse être réhabilité. Elle a invité Poirot et Catchpool pour se protéger d'une éventuelle violence de la part de Scotcher.
Poirot part ensuite en voyage à Oxford pour enquêter. Lorsqu'il revient, il rassemble tout le monde pour son annonce. Il révèle que le témoignage de Sophie était erroné ; elle est entrée en état de choc en voyant Claudia matraquer Joseph, donc plus de temps s'est écoulé qu'on ne l'avait pensé, ce qui signifie que Claudia a eu le temps de partir et de changer ses vêtements tachés de sang.
Le tueur était Kimpton, qui était obsédé par l’idée de prouver que Scotcher mentait. Il soupçonnait également Scotcher d'avoir assassiné Iris pour l'empêcher de révéler la vérité. Il a utilisé sa relation avec Claudia pour avoir accès à Scotcher. Lors du dîner où Lady Playford a annoncé le changement de son testament, Kimpton a reconnu qu'il y aurait désormais plusieurs suspects potentiels et a glissé de la strychnine dans la boisson de Scotcher. Scotcher est décédé quelques heures plus tard. Furieuse de la manipulation de Kimpton, Claudia a saboté sa dissimulation en déplaçant le corps de Scotcher et en le matraquant. Quand Sophie pensait entendre Joseph supplier pour sa vie, elle entendait en fait Kimpton supplier Claudia d'arrêter. La vérité révélée, Kimpton se suicide en buvant de la strychnine.

## Personnages

### A l'étage (famille et invités)
- Hercule Poirot, policier belge à la retraite devenu détective privé, invité au manoir Playford par Lady Athelinda pour empêcher un meurtre
- Edward Catchpool, inspecteur de Scotland Yard, également invité par Lady Athelinda
- Lady Athelinda Playford, une femme vive et espiègle, auteur d'une série de romans policiers pour enfants à la Enid Blyton sur une jeune détective, Shrimp Seddon, et ses amis
- Le vicomte Harry Playford, fils de Lady Athelinda, un homme complètement égocentrique et insensible, seulement occupé par son passe-temps, la taxidermie
- Dorro Playford, l'épouse d'Harry, une femme hautaine et pharisaïque, obsédée par l'héritage d'Harry de sa mère et de son défunt père
- Claudia Playford, la fille de Lady Athelinda, une jeune femme insensible et caustique, irrespectueuse envers les autres et souvent cruelle, issue de ressentiments d'enfance
- Randall Kimpton, le fiancé de Claudia, médecin et diplômé d'Oxford, à l'origine un érudit shakespearien, extrêmement arrogant et dévoué à Claudia, comme elle l'est pour lui
- Joseph Scotcher, secrétaire de Lady Athelinda, un homme extrêmement gentil et flatteur, qui gagne facilement la confiance et l'affection des gens ; il est en train de mourir de la maladie rénale de Bright
- Sophie Bourlet, la nourrice de Joseph, amoureuse de lui, réciproquement
- Michael Gathercole, avocat et exécuteur testamentaire littéraire de Lady Athelinda, qui a lu et est tombé amoureux des livres de Shrimp Seddon alors qu'il grandissait dans un orphelinat
- Orville Rolfe, l'avocat de Lady Athelinda et l'associé de Gathercole dans leur cabinet, un homme extrêmement gros et glouton

### En bas (personnel)
- Hatton, le majordome, un homme âgé et récalcitrant, toujours, semble-t-il, effrayé de laisser échapper un secret
- Brigid, la cuisinière, une femme brusque et malmenée, se plaignant toujours de ses collègues et des invités
- Phyllis, la servante, une jeune femme naïve et idiote, persécutée par Brigid et amoureuse de Joseph

### Les autres
- L'inspecteur Conree, un détective de haut rang de Dublin pompeux et grandiloquent
- Le sergent O'Dwyer, l'assistant de Conree, manque de confiance en lui en raison des réprimandes fréquentes de son patron

## Avis
Good Housekeeping a écrit à propos du roman : « Closed Casket est une intrigue tortueuse, profondément satisfaisante et fait honneur à la grande dame du crime. »
Le Sunday Times a écrit : « Un deuxième volet étincelant pour la version revisitée de Poirot par Hannah. Le décor (une maison de campagne irlandaise chic), les personnages (avocats de campagne, secrétaire masculin effrayant, garçonne grincheuse, etc.) et le vocabulaire de l'époque sont tous parfaits, mais c'est l'imprévisibilité diabolique de l'intrigue qui fait de Sophie la nouvelle Agatha. »

## Continuité avec les histoires originales d'Agatha Christie
Dans ce roman, on retrouve la création originale d'Hannah, l'inspecteur de Scotland Yard Edward Catchpool, qui remplit une fonction similaire à celle de l'acolyte original de Poirot, Arthur Hastings. L'histoire de La mort a ses raisons se déroule quelques mois seulement après Meurtres en majuscules, dans lequel Catchpool a fait ses débuts. Cela suggère que, comme ce roman, celui-ci est chronologiquement situé entre Le Mystère du train bleu (publié en 1928) et La Maison du péril (1932), ce dernier mettant en scène Hastings, qui jusque-là n'était pas apparu depuis le roman précédant immédiatement Train bleu, Les Quatre Grands (1927).
La Mort a ses raisons présente des éléments populaires auprès d'Agatha Christie et de ses contemporains pendant l'âge d'or du roman policier, notamment un croquis de la maison où le meurtre a lieu, un guide de détective en fauteuil présenté dans le premier roman de Christie et Poirot, La Mystérieuse Affaire de Styles.

### Historicité
Le roman se déroule dans l'État libre d'Irlande, un État indépendant fondé en 1922 et qui a duré jusqu'en 1937. Des références à l'État libre et au nationalisme irlandais sont faites dans l'histoire, comme la destruction par les rebelles de maisons appartenant aux descendants de la petite noblesse terrienne.

## Commande par les héritiers d'Agatha Christie
Il s'agit du deuxième roman de Hannah à mettre en scène le héros populaire d'Agatha Christie, Hercule Poirot, un policier belge à la retraite devenu détective privé. Son prédécesseur est Meurtres en majuscules, sorti en 2014, qui fut le premier roman utilisant l'un des personnages originaux de Christie à être autorisé par sa succession au cours des trente-huit années qui ont suivi sa mort (à l'exclusion des novélisations des pièces de Christie par Charles Osborne).
Le dernier roman de Poirot écrit par Agatha Christie, Une mémoire d'éléphant, a été publié en 1972, tandis que le chant du cygne qu'elle a écrit pour le personnage dans les années 1940, Hercule Poirot quitte la scène, a été publié en 1976.

## Divers
Un article du New Yorker suggère que le roman a été inspiré par les soupçons de Sophie Hannah à l'égard de son éditeur Dan Mallory. Comme Mallory, le charismatique Scotcher simule une maladie en phase terminale et prétend être son propre frère pour étayer ses affirmations.